# Kup BiH u rukometu za žene
Kup BiH u rukometu za žene.

## Pobjednice po sezonama
Pobjednice Kupa.
- 1995. - Čelik (Zenica)
- 1996. - Željezničar (Hadžići)
- 1997. - Jedinstvo (Tuzla)
- 1998. - Jedinstvo (Tuzla)
- 1999. - Željezničar (Hadžići)
- 2000. - Jedinstvo (Tuzla)
- 2001. - Jedinstvo (Tuzla)
- 2002. - Željezničar (Hadžići)
- 2003. - Ljubuški HO (Ljubuški)
- 2004. - Borac SP
- 2005. - Ljubuški Trgocoop (Ljubuški)
- 2006. - Ljubuški Trgocoop (Ljubuški)
- 2007. - Katarina
- 2008. - Borac
- 2009. - Borac
- 2010. - Borac
- 2011. - Katarina
- 2012. - Borac
- 2013. - Borac
- 2014. - Mira
- 2015. - Grude Autoherc
- 2016. - Grude Autoherc
- 2017. - Nije igrano
- 2018. - HŽRK Ljubuški
- 2019. - Grude Autoherc
- 2020. - RK Hadžići
- 2021. - Borac